# Žuk
Žuk je priimek več oseb:
- Aleksej Žuk, ruski rokometaš
- Ivan Jakovlevič Žuk, sovjetski general
- Sergej Jakovlevič Žuk, sovjetski general